# Hofgeismarer Kreis (Professoren)
Der Hofgeismarer Kreis war ein 1953 gebildeter Gesprächskreis von amerika- und reformorientierten westdeutschen und West-Berliner Hochschullehrern und Rektoren. Benannt nach seinem Tagungsort Hofgeismar, veröffentlichte der Kreis nach einer Reihe von halbjährlich abgehaltenen Treffen 1956 eine Denkschrift mit dem Titel Gedanken zur Hochschulreform – Neugliederung des Lehrkörpers. Darin propagierte er in Abkehr von der traditionellen Einheit von Forschung und Lehre erstmals eine funktionale Dreiteilung der Hochschullehrerschaft in forschendes, lehrendes und verwaltendes Personal, um so der Herausforderung der modernen Massenuniversität besser gerecht zu werden.
Obwohl diese Position innerhalb der damaligen Hochschullehrerschaft nur von einer Minderheit geteilt wurde, gewann die Denkschrift ihre Bedeutung dadurch, dass die meisten Mitglieder des Kreises Rektoren waren und somit Einfluss auf die Meinungsbildung der Westdeutschen Rektorenkonferenz hatten. Auch in die Beratungen des 1957 gegründeten Wissenschaftsrates gingen die Überlegungen ein, insbesondere nach der Berufung des „Hofgeismarers“ Ludwig Raiser zum Vorsitzenden des Rates im Jahre 1961.

## Mitglieder
- Friedrich Becker (Bonn)
- Hans Joachim Deuticke (Göttingen)
- Oscar Gans (Frankfurt/M.)
- Hans Gerber (Freiburg/Br.)
- Otto Heckmann (Hamburg)
- Walter Hensen (Hannover)
- Gerhard Hess (Heidelberg)
- Max Horkheimer (Frankfurt/M.)
- Heinrich Kaiser (Münster/Dortmund)
- Theodor Klauser (Bonn)
- Hans Kress von Kressenstein (Berlin)
- Emil Lehnartz (Münster)
- Theodor Litt (Bonn)
- Helmuth Plessner (Göttingen)
- Ludwig Raiser (Tübingen)
- Karl Heinrich Rengstorf (Münster)
- Georg Rohde (Berlin)
- August Rucker (München)
- Bruno Snell (Hamburg)
- Klaus Ziegler  (Tübingen)